# Edmund Puzdrowski
Edmund Puzdrowski, ps. Jan Bożychowski, Leon Reszka, ep, Ep, E.P., (res) (ur. 2 stycznia 1942 w Kartuzach) – polski poeta, prozaik, publicysta, tłumacz literatury

## Życiorys
Urodził się w rodzinie Leona, robotnika, i Agaty z Reszków. Ma młodszą siostrę Kazimierę. W młodości działał w harcerstwie, był instruktorem, członkiem Komendy Hufca ZHP w Kartuzach oraz Instruktorskiej Drużyny Akademickiej. W 1965 roku ukończył studia na Wydziale Fizyki Uniwersytetu Mikołaja Kopernika w Toruniu. W latach 1965–1973 był starszym asystentem Zakładu Fizyki WSI (Bydgoszcz). Od 1973 roku mieszka w Gdańsku.
Debiutował jako poeta na łamach prasy w 1959 roku. Był jednym z założycieli grupy poetyckiej „Kadyk”. Należał do redakcji miesięczników „Litery” (od 1973 roku kierował działem publicystyki społeczno-kulturalnej) i „Pomerania”, publikował w tygodniku „Czas”, od roku 1978 do stanu wojennego był członkiem kolegium redakcyjnego kwartalnika „Punkt. Almanach gdańskich środowisk twórczych”. W 1980 roku uczestniczył w Strajku Sierpniowym w Stoczni Gdańskiej im. Lenina. W latach 1984–1985 był kierownikiem literackim Teatru Muzycznego (Gdynia). Przekładał literaturę z języka litewskiego. 
W latach 1970–1983 należał do Związku Literatów Polskich, w latach 1978–1980 przewodniczył Komisji Rewizyjnej ZG ZLP, członek-założyciel Stowarzyszenia Pisarzy Polskich i członek tego Stowarzyszenia (1989–2008), od 1974 należy do PEN Clubu, a od lat 60. do Towarzystwa Bibliofilów im. Joachima Lelewela w Toruniu. W 1990 roku powołał wydawnictwo Officina Nostra. 
Jest mężem Krystyny Marciniak i ojcem Bartosza.  

## Twórczość
- Koło - 1966
- Niezmienność - 1968
- Rzecz kaszubska - 1968
- Białe są słowa miłości - 1970
- Betonowy dom - 1971
- Wiersze domowe - 1972
- Uwagi o współczesności literatury kaszubsko-pomorskiej - 1973
- Sztuka podnoszenia palców - 1974
- Bursztynowe drzewo - 1974
- Przyszedłem wypełnić -1976
- Rozbite lustro -1982
- Wiersze= Gedichte - 1990
- Klisze i ziarna -1991

## Odznaczenia
- Srebrny Krzyż Zasługi (1981)[7]
- Medal Stolema (1967)[8]
- Odznaka „Zasłużony Działacz Kultury” (1976)

## Nagrody
- I nagroda w Turnieju Jednego Wiersza o „Bukiet Kwiatów” na II Ogólnopolskim Sympozjonie Młodej Poezji (1962)[9]
- nagroda International Writers Found przy Federacji PEN Clubów w Londynie (1968)[3]
- Nagroda im. Mikołaja Sępa-Szarzyńskiego (1987)
- Nagroda Gdańskiego Towarzystwa Przyjaciół Sztuki (1992)

Źródło:.